# الیچور
الیچور جماعت و شهرکی در جنوب شرقی کشور تاجیکستان است که در ناحیهٔ مرغاب ولایت مختار کوهستان بدخشان قرار دارد. جمعیت این جماعت ۱۷۸۸ است.